# Magnus Samuelsson (Fußballspieler, 1971)
Magnus Samuelsson (* 21. Mai 1971) ist ein ehemaliger schwedischer Fußballspieler. Der Abwehrspieler bestritt seine Laufbahn in Schweden, Finnland und Norwegen.

## Werdegang
Samuelsson begann mit dem Fußballspielen bei Bodens BK. Von dort zog er 1992 zum Zweitligisten IFK Luleå weiter, ehe er 1998 nach sechs Jahren Mannschaftstzugehörigkeit in die Allsvenskan zum Östers IF wechselte. Hier erhielt er einen Ein-Jahres-Kontrakt. Nach Ablauf des Vertrages beim Klub aus Växjö wechselte er innerhalb der Liga zum Djurgårdens IF, bei dem er die Rückennummer „7“ erhielt. Mit dem Stockholmer Klub stieg er am Ende der Spielzeit 1999 in die Superettan ab, schaffte aber den direkten Wiederaufstieg. Nachdem sein Vertrag nach Ende der Spielzeit 2001 ausgelaufen war, lehnte er ein Angebot des Vereins auf Vertragsverlängerung ab.
Samuelsson wechselte zur Spielzeit 2002 nach Finnland zum FC Lahti. Mit dem Klub erreichte er den siebten Tabellenrang. Nach Saisonende kehrte er nach Schweden zurück und unterschrieb einen Vertrag beim Örebro SK. Anfangs gehörte er zur Stammformation des Klubs in der Allsvenskan. Nach einem Kreuzbandriss, der zu einer längeren Zwangspause führte, verlor er seinen Stammplatz und verließ 2007 den Klub auf Leihbasis. Beim norwegischen Klub Raufoss IL kam er an der Seite seiner Landsleute Rickard Claesson, Christian Hemberg und Dennis Jonsson zum Einsatz. Nachdem dem Klub die Lizenz entzogen worden war, entschloss sich Samuelsson zur Rückkehr nach Schweden. Er unterschrieb einen Vertrag beim Drittligisten Degerfors IF.
Nach seinem Karriereende kehrte Samuelsson zum Örebro Sk zurück und übernahm dort Aufgaben im Jugendbereich des Klubs.
Sein älterer Bruder war der Eishockeyspieler Morgan Samuelsson (1968–2023).